# (324) Бамберга
(324) Бамберга (нем. Bamberga) — один из крупнейших астероидов главного пояса, имеющий для своего размера довольно большой период вращения. Он был открыт 25 февраля 1892 года австрийским астрономом Иоганном Пализой в Вене и назван в честь немецкого города Бамберг. 

Снимки астероидов (29) Амфитрита, (324) Бамберга, (89) Юлия и (2) Паллада, полученные с помощью приёмника SPHERE на Очень Большом Телескопе Европейской южной обсерватории (VLT ESO)

Это последний крупный астероид (диаметром более 200 км), обнаруженный в астероидном поясе между орбитами Марса и Юпитера. Кроме того, наряду с астероидом (433) Эрос, Бамберга — это последний обнаруженный астероид, который является достаточно ярким, чтобы его можно было наблюдать в простой бинокль.

Орбита астероида Бамберга и его положение в Солнечной системе
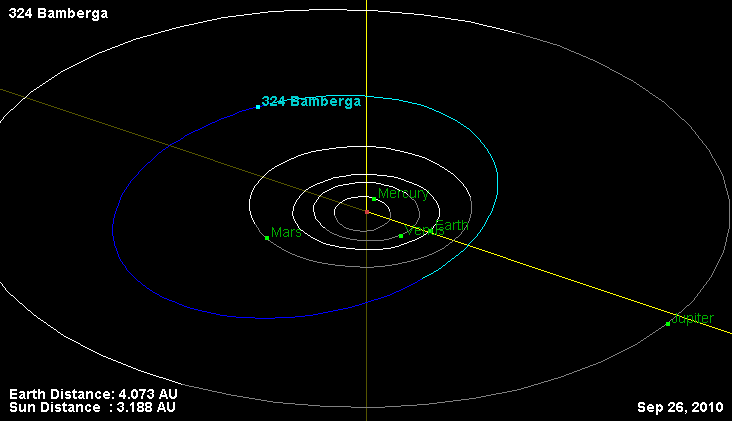
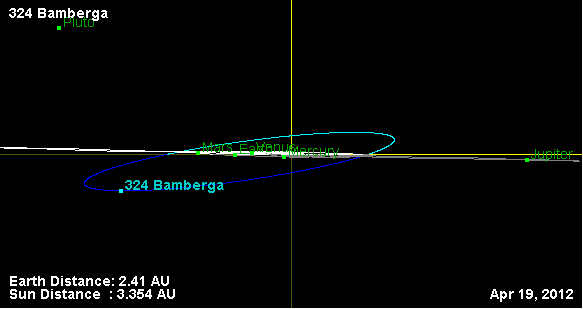

Однако из-за очень большого эксцентриситета, который на 36% больше, чем у Плутона, яркость этого астероида может значительно колебаться, достигая вблизи перигелия во время противостояния значения до +8,0m, что примерно равно яркости спутника Сатурна Титана. Такие противостояния повторяются каждые 22 года и составляют синодический период астероида. Предпоследнее противостояние было в 1991 году, а последнее было 13 сентября 2013 года. Такое большое значение видимой звёздной величины для астероидов класса C, делает Бамбергу одним из самых ярких углеродных астероидов, на целую единицу опережающим ближайший к нему по яркости астероид — (10) Гигею, с максимальным блеском в +9,1m. Во время такого противостояния Бамберга может приближаться к Земле гораздо ближе, чем любой другой астероид главного пояса с звёздной величиной выше +9,5m — на расстояние около 0,78 а. е. Для сравнения, астероид (7) Ирида (абсолютная звёздная величина +5,51m) даже во время противостояния не подходит к Земле ближе, чем на расстояние 0,85 а. е., а самый яркий астероид (4) Веста (абсолютная звёздная величина +3,20m) не приближается менее чем на 1,13 а. е., когда она становится видна даже невооружённым глазом.
В целом Бамберга является десятым по яркости астероидом, уступая лишь Весте, Палладе, Церере, Ириде, Гебе, Юноне, Мельпомене, Эвномии и Флоре. По спектральным характеристикам Бамберга занимает промежуточное положение между астероидами P и C классов. 
Наблюдение покрытия звезды этим астероидом, проведённое 8 декабря 1987 года, дало оценку диаметра (324) Бамберги около 228 км, что согласуется с оценкой размера, полученной инфракрасной орбитальной обсерваторией IRAS.
В 2011 году сотрудники Парижской обсерватории исследовали стабильность орбит Цереры и Весты методом компьютерного моделирования с учётом поведения 8 планет Солнечной системы, Бамберги, Ириды, Паллады, Луны и Плутона.
В ночь с 13 на 14 сентября 2013 года Земля сблизилась с астероидом. Он появился в зоне видимости около 4 часов вечера по Гринвичу и в это время находился на расстоянии около 120 млн км от Земли. Близость астероида позволила наблюдать его полёт в Новосибирске и Красноярске при ясном небе даже в бинокль. Специалисты при этом отмечали, что движение небесного тела было слишком медленным, чтобы следить за его полётом в реальном времени. Жители Земли могли увидеть астероид в созвездии Рыб.
В научно-фантастической литературе этот астероид тоже не остался без внимания; в частности, в одной из глав повести братьев Стругацких «Стажёры» действие происходит в «копях Бамберги».